# تاركة نتوشكة
 تاركا نتوشكا هي جماعة قروية في إقليم اشتوكة أيت باها بجهة سوس ماسة، وهي تضم ... نسمة، حسب الإحصاء العام للسكان والسكنى لسنة 2014.

## التعليم
قائمة المؤسسات التعليمية في جماعة تاركا نتوشكا:
- مجموعة مدارس حد تاركا (المركزية: / الوحدات: - - )
- مجموعة مدارس البشواريين (المركزية: / الوحدات: - - )
- مجموعة مدارس الكميس (المركزية: / الوحدات: - - )

## السياحة
تقع جماعة تاركا نتوشكا في المنطقة الجبلية لإقليم اشتوكة أيت باها، وتشتهر جماعة تاركا نتوشكا بواحتها التي تضم العديد من أشجار النخيل.